# Elias Koteas

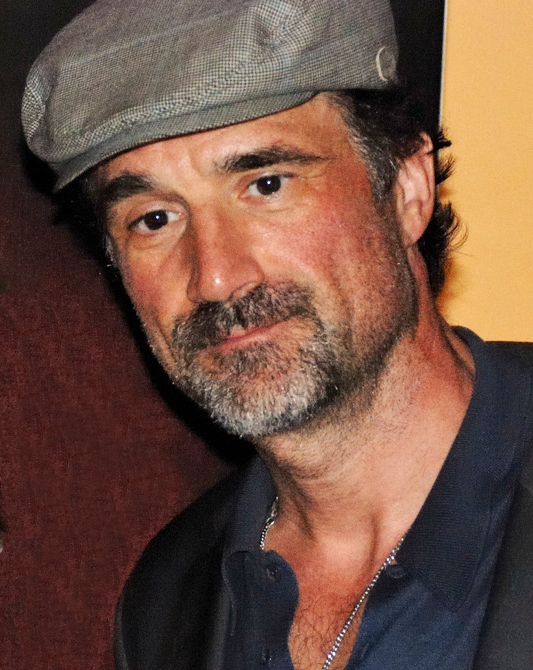
Elias Koteas (2010)

Elias Koteas (* 11. März 1961 in Montréal, Québec) ist ein kanadischer Schauspieler griechischer Herkunft.

## Biografie
Elias Koteas wurde in seiner kanadischen Heimat durch die Zusammenarbeit mit David Cronenberg (als Vaughan in Crash), vor allem aber durch seine Zusammenarbeit mit dem Regisseur Atom Egoyan bekannt. Gemeinsam drehten sie die Filme Der Schätzer (1991), Exotica (1994) und Ararat (2002).
In Hollywood-Produktionen spielte er zahlreiche Nebenrollen, z. B. den Kompanieführer Staros in Der schmale Grat (1998), einen Antagonisten in Dämon – Trau keiner Seele (1998) oder den Ordnungshüter Joe Rothman in The Killer Inside Me (2010).
Elias Koteas arbeitete außerdem mit namhaften Regisseuren wie Francis Ford Coppola, Terrence Malick, Martin Scorsese, David Fincher und Michael Winterbottom zusammen.

## Auszeichnungen
Koteas wurde bisher dreimal für den kanadischen Genie Award nominiert: 1989 für seine Hauptrolle in Malarek und 1994 für seine Hauptrolle in Exotica. 2002 konnte er den Genie Award als bester Nebendarsteller für Ararat mit nach Hause nehmen.
2009 wurde Elias Koteas für seine Mitwirkung in Der seltsame Fall des Benjamin Button bei den Screen Actors Guild Awards in der Kategorie „Outstanding Performance by a Cast in a Motion Picture“ nominiert, zusammen mit Brad Pitt, Tilda Swinton und Cate Blanchett.

## Filmografie (Auswahl)
- 1985: Wenn Träume wahr wären (One Magic Christmas)
- 1987: Ist sie nicht wunderbar? (Some Kind of Wonderful)
- 1987: Der steinerne Garten (Gardens of Stone)
- 1988: Onassis, der reichste Mann der Welt (Onassis: The Richest Man in the World, Fernsehfilm)
- 1988: Tucker (Tucker: The Man and His Dream)
- 1989: Malarek
- 1989: Blood Red – Stirb für dein Land (Blood Red)
- 1990: Turtles (Teenage Mutant Ninja Turtles)
- 1990: 24 Stunden in seiner Gewalt (Desperate Hours)
- 1990: Kuck mal, wer da spricht 2 (Look Who’s Talking Too)
- 1990: Beinahe ein Engel (Almost An Angel)
- 1991: Der Schätzer (The Adjuster)
- 1992: Contact (Kurzfilm)
- 1993: Turtles III (Teenage Mutant Ninja Turtles III)
- 1993: Cyborg 2
- 1994: Exotica
- 1994: Camilla
- 1995: Der Pate und das Showgirl (Sugartime)
- 1995: Die Macht der Gewalt (Power of Attorney)
- 1995: God’s Army – Die letzte Schlacht (The Prophecy)
- 1996: Crash
- 1997: Gattaca
- 1998: Dämon – Trau keiner Seele (Fallen)
- 1998: Der Musterschüler (Apt Pupil)
- 1998: Der schmale Grat (The Thin Red Line)
- 1998: Wachgeküßt (Living Out Loud)
- 2000: Dancing at the Blue Iguana
- 2000: Lost Souls – Verlorene Seelen (Lost Souls)
- 2001: Novocaine – Zahn um Zahn (Novocaine)
- 2002: Collateral Damage – Zeit der Vergeltung (Collateral Damage)
- 2002: Ararat
- 2002: S1m0ne
- 2004: Traffic – Die Macht des Kartells (Traffic, Fernsehdreiteiler)
- 2005: Das größte Spiel seines Lebens (The Greatest Game Ever Played)
- 2006: Skinwalkers
- 2006: Dr. House (House, Fernsehserie, Folge 2x24)
- 2007: Prisoner
- 2007: Shooter
- 2007: Zodiac – Die Spur des Killers (Zodiac)
- 2007: Das Mädchen im Park (The Girl in the Park)
- 2008. CSI: NY (Fernsehserie, 2 Folgen)
- 2008: Two Lovers
- 2008: Der seltsame Fall des Benjamin Button (The Curious Case of Benjamin Button)
- 2009: Das Haus der Dämonen (The Haunting in Connecticut)
- 2009: Defendor
- 2009: Die vierte Art (The Fourth Kind)
- 2010: Shutter Island
- 2010: The Killer Inside Me
- 2010: 3 Backyards
- 2010: My Own Love Song
- 2010: Die! – Ein Spiel auf Leben und Tod (Die)
- 2010: Let Me In
- 2011: Dream House
- 2011: Harold & Kumar – Alle Jahre wieder (A Very Harold & Kumar 3D Christmas)
- 2011: Lights Out (Fernsehserie, Folge 1x01 Pilot)
- 2011: Combat Hospital (Fernsehserie, 13 Folgen)
- 2013: Devil’s Knot – Im Schatten der Wahrheit (Devil’s Knot)
- 2013: Die Unfassbaren – Now You See Me (Now You See Me)
- 2013: The Last Days on Mars
- 2013: The Killing (Fernsehserie, 11 Folgen)
- 2013, 2016–2017: Chicago Fire (Fernsehserie, 4 Folgen)
- 2014–2018: Chicago P.D. (Fernsehserie, 106 Folgen)
- 2016–2018: Chicago Med (Fernsehserie, 3 Folgen)
- 2017: My Days of Mercy
- 2023: Janet Planet